# Ludovico Edalli
Ludovico Edalli (Busto Arsizio, 18 dicembre 1993) è un ginnasta italiano, cinque volte campione italiano assoluto (2013, 2015, 2018, 2020 e 2021) e vincitore di una medaglia di bronzo alle parallele simmetriche ai primi Giochi Olimpici Giovanili.

## Carriera

### 2012: Campionati Europei di Montpellier
Inaugura la stagione agonistica partecipando alla prima tappa di Campionato di Serie A1 a Bari. La Pro Patria Bustese, con un complessivo di 163.250, si posiziona al sesto posto nella classifica generale. Individualmente commette degli errori al cavallo con maniglie (11.900), ma esegue dei buoni esercizi nei restanti attrezzi. Nelle restanti due prove di Campionato, la squadra di Busto Arsizio si posiziona al terzo e quarto posto.
Viene selezionato, insieme ad Andrea Cingolani, Lorenzo Ticchi, Matteo Morandi e Paolo Principi, per partecipare ai Campionati Europei di Montpellier. L'Italia (252.661) manca la qualificazione del concorso a squadre, superata dalla Svizzera (254.513) di un paio di punti. Individualmente esegue dei discreti esercizi (13.333 corpo libero, 13.266 cavallo, 13.866 parallele, 14.033 sbarra) e non riesce a qualificarsi in alcuna finale.
Ai Campionati Assoluti, svolti a Catania dal 16 al 17 giugno, compete in tutti e sei gli attrezzi, posizionandosi al sesto posto nella classifica generale (81.900). Riesce inoltre a qualificarsi per le finali alle parallele pari e al cavallo con maniglie, dove vince rispettivamente la medaglia d'oro (14.400) e di bronzo (13.500).

### 2013: Campione d'Italia
A marzo viene scelto, insieme ad Andrea Cingolani, Tommaso De Vecchis, Paolo Principi, Mattia Tamiazzo e Marco Lodadio, per partecipare ad un triangolare con Norvegia e Standford. Con un complessivo di squadra di 339.000, gli azzurri battono Stati Uniti e Norvegia rispettivamente di 7 e 22 punti.
Grazie alla sua buona prestazione in un test pre-europeo, viene scelto per far parte della squadra nazionale che compete ai Campionati Europei di Mosca dal 17 al 21 aprile. Compete in tutti e sei gli attrezzi, riuscendo a qualificarsi al quindicesimo posto nella classifica individuale, ma mancando la finale alle parallele simmetriche, suo attrezzo di punta. Durante la finale, con un complessivo di 83.866, migliora la qualifica e si piazza al tredicesimo posto continentale. "Ho fatto una bella gara, peccato che le giurie mi abbiano bastonato un po' dappertutto.“
Il 25 e 26 maggio compete ai Campionati Assoluti di Ancona. Grazie a dei buoni esercizi in tutti e sei gli attrezzi, con 85.450 punti, diventa campione nazionale, superando il sei volte campione assoluto Enrico Pozzo. Nell'ultimo decennio, in Italia, soltanto Paolo Ottavi era riuscito a spezzare il duopolio Pozzo-Morandi. Si qualifica inoltre per le finali al corpo libero (14.050), cavallo con maniglie (14.200), anelli (14.150), parallele simmetriche (14.350) e sbarra (14.600). Il 26 maggio, durante le finali di specialità, diventa campione italiano alle parallele per la terza volta consecutiva con 14.850 e vince il bronzo al cavallo con maniglie (13.950). Rinuncia invece alle finali al corpo libero e anelli.
Insieme ad Andrea Cingolani, Paolo Ottavi, Enrico Pozzo e Paolo Principi viene scelto per partecipare ai Giochi del Mediterraneo di Mersin 2013 dal 21 al 24 giugno, conquistando un argento di squadra.

### 2015
Il 17 settembre 2015 viene arruolato nell'Aeronautica Militare ed entra a far parte del corpo sportivo.

### 2016
Ai campionati italiani assoluti di Torino concluse con il primo posto in classifica alle parallele. 
È stato l'unico rappresentante della ginnastica artistica maschile italiana a partecipare ai Giochi olimpici estivi di Rio de Janeiro 2016, dove si è piazzato 44º nel concorso individuale, 69º nel corpo libero, 46º nella sbarra, 58º nel cavallo con maniglie, 57º negli anelli e 46º parallele simmetriche.

### 2017
Ai campionati italiani assoluti di Perugia termina primo alla sbarra.

### 2018
Partecipa ai Campionati Mondiali di Doha 2018. Diviene campione italiano assoluto all around a Rimini 2018.

### 2019
Ai campionati europei individuali di Stettino 2019 si è classificato quinto nella sbarra.
Ai campionati italiani assoluti di Meda 2019 ha vinto la medaglia d'oro nel concorso generale e nelle parallele e l'argento nella sbarra e nel cavallo con maniglie.

### 2020
Ai campionati italiani assoluti di Napoli 2020, disputati al PalaVesuvio ha vinto l'oro nell'all around.

### 2021
Nel 2021 ha ideato un elemento alle parallele pari che ha preso il suo nome. Nel luglio 2021 ha rappresentato l'Italia ai Giochi olimpici estivi di Tokyo 2020, classificandosi 38º nel concorso individuale, 33º nel corpo libero, 25º nella sbarra, 32º nel cavallo con maniglie, 45º negli anelli e 60º parallele simmetriche.

### 2023
L'8 maggio 2023 si è ritirato dall'attività agonistica.

## Televisione
Nel febbraio 2012 fa parte del corpo di ballo diretto dal coreografo Daniel Ezralow che balla la sigla iniziale della 62ª edizione del Festival di Sanremo.
Da marzo 2012 partecipa alla seconda stagione del docu-reality televisivo Ginnaste - Vite parallele trasmesso da Mtv. La serie racconta le vicende di ginnaste e ginnasti che si allenano presso l'Accademia Nazionale di Via Ovada a Milano, tra lunghi e faticosi allenamenti, gare internazionali, selezioni, amicizie e impegni scolastici..
Il 15 novembre 2014 ha partecipato come concorrente Tu si que vales ottenendo tre sì dai giudici e un 90% dalla giuria popolare.